# Chris Drury

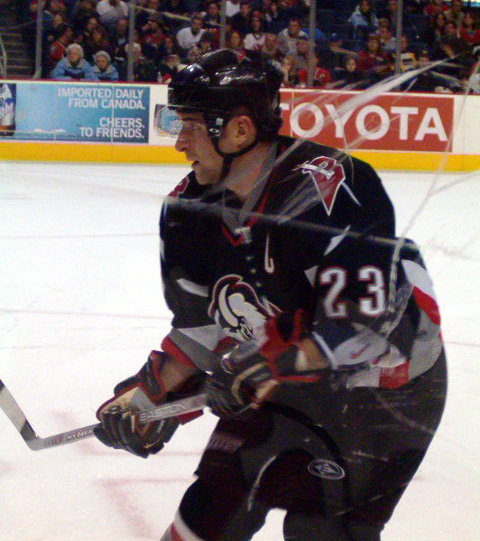
Drury em 2005.

Christopher Ellis Drury (Trumbull, 20 de agosto de 1976) é um jogador americano de hóquei no gelo aposentado que atuou por treze anos na National Hockey League. Ele atualmente serve como Gerente-geral para o New York Rangers, time que defendeu por quatro temporadas. Drury já mostrava talento nos dias da Universidade de Boston, e como profissional ganhou o prêmio Calder Trophy (de novato do ano) pelo Colorado Avalanche em 1999. Ele ainda levantou o troféu da Stanley Cup com os Avalanches na temporada 2000–01, além de ter levado a medalha de prata nos Jogos Olímpicos de Inverno de 2002 e 2010 com o time dos Estados Unidos. Drury era um jogador popular entre o público e os colegas, se tornando capitão do Buffalo Sabres e New York Rangers por algumas temporadas.

## Números

### Temporada regular e playoffs
| 1998–99   | Colorado Avalanche | NHL       | 79  | 20  | 24  | 44  | 62  | 19  | 6  | 2  | 8  | 4  |
| 1999–00   | Colorado Avalanche | NHL       | 82  | 20  | 47  | 67  | 42  | 17  | 4  | 10 | 14 | 4  |
| 2000–01   | Colorado Avalanche | NHL       | 71  | 24  | 41  | 65  | 47  | 23  | 11 | 5  | 16 | 4  |
| 2001–02   | Colorado Avalanche | NHL       | 82  | 21  | 25  | 46  | 38  | 21  | 5  | 7  | 12 | 10 |
| 2002–03   | Calgary Flames     | NHL       | 80  | 23  | 30  | 53  | 33  | —   | —  | —  | —  | —  |
| 2003–04   | Buffalo Sabres     | NHL       | 76  | 18  | 35  | 53  | 68  | —   | —  | —  | —  | —  |
| 2005–06   | Buffalo Sabres     | NHL       | 81  | 30  | 37  | 67  | 32  | 18  | 9  | 9  | 18 | 10 |
| 2006–07   | Buffalo Sabres     | NHL       | 77  | 37  | 32  | 69  | 30  | 16  | 8  | 5  | 13 | 2  |
| 2007–08   | New York Rangers   | NHL       | 82  | 25  | 33  | 58  | 45  | 10  | 3  | 3  | 6  | 8  |
| 2008–09   | New York Rangers   | NHL       | 81  | 22  | 34  | 56  | 32  | 6   | 1  | 0  | 1  | 2  |
| 2009–10   | New York Rangers   | NHL       | 77  | 14  | 18  | 32  | 31  | —   | —  | —  | —  | —  |
| 2010–11   | New York Rangers   | NHL       | 24  | 1   | 4   | 5   | 8   | 5   | 0  | 1  | 1  | 2  |
| Total NHL | Total NHL          | Total NHL | 892 | 255 | 360 | 615 | 468 | 135 | 47 | 42 | 89 | 46 |

### Internacional
| Ano  | Time           | Evento     | Resulto |   | JD | Gols | Assis | Pts | PIM |
| ---- | -------------- | ---------- | ------- | - | -- | ---- | ----- | --- | --- |
| 1996 | Estados Unidos | CMH Sub-20 | 5º      | 6 | 2  | 2    | 4     | 2   |     |
| 1997 | Estados Unidos | CMH        | 6º      | 8 | 0  | 1    | 1     | 2   |     |
| 1998 | Estados Unidos | CMH        | 12º     | 6 | 1  | 2    | 3     | 12  |     |
| 2002 | Estados Unidos | Olimp      | 2       | 6 | 0  | 0    | 0     | 0   |     |
| 2004 | Estados Unidos | CMH        | 3       | 9 | 3  | 3    | 6     | 27  |     |
| 2004 | Estados Unidos | CMH        | 4º      | 5 | 0  | 0    | 0     | 0   |     |
| 2006 | Estados Unidos | Olimp      | 8º      | 6 | 0  | 3    | 3     | 2   |     |
| 2010 | Estados Unidos | Olimp      | 2       | 6 | 2  | 0    | 2     | 0   |     |